# 癫痫日
癫痫日或紫日（英語：Purple Day）是一场旨在提升公众对癫痫的了解的活动。从2008年开始，人们被鼓励在3月26日穿紫色服装。紫色和薰衣草色常常与癫痫相联系，所以比如说在这天可以戴条紫丝带。

## 概述
来自加拿大新斯科舍省的卡西迪·梅根（Cassidy Megan）受她自己与癫痫斗争的刺激，在2008年提出了癫痫日的想法。卡西迪的目标是让人们在谈论癫痫的过程中努力消除误解，并告诉患者们他们并不孤单。新斯科舍省癫痫协会（Epilepsy Association of Nova Scotia, EANS）在2008年加入这项活动以帮助发展Cassidy的想法，也就是所知的为癫痫运动而开展的紫日活动。
2009年，总部位于纽约的Anita Kaufmann基金会（Anita Kaufmann Foundation, AKF）和新斯科舍省癫痫协会联手在国际上开展了癫痫日活动。AKF和EANS的联手努力吸引了许多组织、学校、企业以及世界各地的名人政要的参与。2009年3月26日，超过10万名学生、95个工作场所和116位政治家参加了癫痫日活动。
2009年3月，美国癫痫日派对的正式启动仪式由Anita Kaufmann基金会——一个致力于教育公众了解癫痫病的慈善机构成功举办。加拿大人，大卫·莱特曼晚间秀节目组的Paul Shaffer是在纽约市的迪伦糖果吧参加官方启动仪式的诸多嘉宾之一。Paul Shaffer的cousin是一位住在加拿大多伦多的癫痫患者。Shaffer先生对于感染癫痫之人受到的障碍非常熟悉。他想要参与此事来为Cassidy Megan的运动提供支持。
作为癫痫日的全球赞助商，上述两个组织都承诺同世界各地的个人和组织合作以促进对癫痫的认识。
加拿大癫痫联盟成员组织新斯科舍省癫痫协会会长和癫痫日运动的主席Deirdre Floyd说：“我们以Cassidy Megan为傲，并且在读了许多封电子邮件之后我们了解到她的癫痫日运动是为了造成影响以在在国际上帮助其他人将癫痫带出阴影。纽约的癫痫日派对是通过一些难以置信的名流的帮助将消息传播出去以启动该活动的完美方式。（We are very proud of Cassidy Megan, and after reading various email postings we know her Purple Day for Epilepsy Campaign is making a difference to help others internationally to bring epilepsy out of the shadows.  The Purple Day New York Party is the perfect way to get the message out there with the help of some incredible celebrities to boot.）”
参加这场活动的名人包括：
- 伸展台计划第五季冠军 Leanne Marshall（英语：Leanne Marshall）
- 前纽约巨人超级碗冠军，现辛辛那提孟加拉虎队员Geoff Pope（英语：Geoff Pope (American football)）
- Harlem Wizards队球员“强大的”Mike Simmel
- Paul Green（英语：Paul Green (musician)），School of Rock（英语：School of Rock (company)）的建立者
- Alan Greene医生，WebMD（英语：WebMD）网站的儿科专家

## 拓展链接
- 癫痫日官方网站 （页面存档备份，存于）（英文）
- 加拿大新斯科舍省癫痫协会 （页面存档备份，存于）（英文）
- Anita Kaufmann基金会 （页面存档备份，存于）（英文）
- 加拿大癫痫联盟 （页面存档备份，存于）（英文）
- South Devon 2009- Purple day highlight Paddys Plight [永久]（英文）
- Word Press 2010 - Journey Through learning to deal with epilepsy  （页面存档备份，存于）（英文）
- Canadian Business News 2010 - Gold, silver, bronze...and now purple! [永久]（英文）